# 卡尼縣 (內布拉斯加州)
卡尼縣（英語：Kearney County）是美國內布拉斯加州南部的一個縣。面積1,337平方公里。根據美國2000年人口普查，共有人口6,882。縣治明登 （Minden）。
成立於1860年1月10日，1872年6月17日縣政府成立。縣名來自卡尼堡，以紀念上加利福尼亞領地第四任軍政長官史提芬·W·卡尼（Stephen Watts Kearny）。縣名的拚法源於美國戰爭部的筆誤。
注意同州的卡尼市位於水牛縣。